# Good Bad Not Evil
Good Bad Not Evil — четвёртый студийный альбом американской рок-группы Black Lips. Альбом был записан в декабре 2006 года и выпущен 11 сентября 2007 года. Название альбома отсылает к песне «Give Him a Great Big Kiss» группы The Shangri-Las. В их песне «Veni Vidi Vici» используется семпл песни «I’m Going Home» группы The Swamp Rats.

## Отзывы
| Оценки критиков      | Оценки критиков |
| Источник             | Оценка          |
| -------------------- | --------------- |
| AllMusic             | [ 1 ]           |
| The A.V. Club        | B+              |
| BBC Collective       | [ 3 ]           |
| Drowned in Sound     | 7/10            |
| Entertainment Weekly | A−              |
| The Guardian         | [ 6 ]           |
| NME                  | 8/10            |
| Pitchfork            | 8.3/10          |
| Stylus               | B               |
| Tiny Mix Tapes       | [ 10 ]          |

Альбом получил положительные отзывы музыкальной критики и интернет-изданий. На сайте Metacritic, где собраны рецензии, альбом имеет оценку 73 из 100, что означает «в целом положительные отзывы».

## Лицензирование
Несколько песен из альбома Good Bad Not Evil звучали в кино. «Bad Kids» и «Veni Vidi Vici» звучали в фильме «500 дней лета» (2009). «Veni Vidi Vici» также звучала в фильме «Ангел в камуфляже», а «O Katrina!» — в фильме «Скотт Пилигрим против всех» (2010).

## Список композиций
| №   | Название                                        | Длительность |
| --- | ----------------------------------------------- | ------------ |
| 1.  | «I Saw a Ghost (Lean)»                          | 2:53         |
| 2.  | «O Katrina!»                                    | 2:52         |
| 3.  | «Veni Vidi Vici»                                | 2:28         |
| 4.  | «It Feels Alright»                              | 2:49         |
| 5.  | «Navajo»                                        | 2:41         |
| 6.  | «Lock and Key»                                  | 2:44         |
| 7.  | «How Do You Tell A Child That Someone Has Died» | 2:30         |
| 8.  | «Bad Kids»                                      | 2:08         |
| 9.  | «Step Right Up»                                 | 2:11         |
| 10. | «Cold Hands»                                    | 2:26         |
| 11. | «Off the Block»                                 | 1:40         |
| 12. | «Slime and Oxygen»                              | 2:42         |
| 13. | «Transcendental Light (+Hidden Track)»          | 6:03         |

| №   | Название         | Длительность |
| --- | ---------------- | ------------ |
| 14. | «Daddy Longlegs» | 2:39         |

| №   | Название      | Длительность |
| --- | ------------- | ------------ |
| 15. | «My Struggle» | 2:36         |

## Чарты
| Чарт (2007)           | Высшая позиция |
| --------------------- | -------------- |
| США (Top Heatseekers) | 18             |